# 徐木
徐木（1460年—？），字惟喬，河南開封府杞縣人，民籍，明朝政治人物。

## 生平
河南鄉試第二名舉人。弘治三年（1490年）中式庚戌科會試第一百九十七名，二甲第三十七名進士。

## 家族
曾祖徐景昇，右布政使；祖父徐政，文思院副使 封主事；父徐紳，知府。母李氏（封安人）。永感下。